# Marie Marvingt
Marie Marvingt (Aurillac, 20 febbraio 1875 – Laxou, 14 dicembre 1963) è stata un'aviatrice e sportiva francese, prima donna a finire il Tour de France nel 1908, prima donna a volare sopra la La Manica nel 1909. Oltre ai numerosi successi sportivi è considerata una pioniera dell'aviazione, fu la prima persona a ideare un prototipo di aereo ambulanza, che tuttavia non riuscirà a realizzare prima dell'esplosione della Prima guerra mondiale.

## Biografia
Marie Félicie Élisabeth nasce a Aurillac da Élisabeth Brusquin e Félix-Constant Marvingt funzionario della posta francese. La famiglia vive a Metz dove lavora il padre, ma è costratta a trasferirsi a Aurillac nel 1870 quando la città lorena cade in mano ai tedeschi. L'amore per lo sport che domina la vita di Marie, le viene dal padre che riversa su di lei la sua passione. L'uomo ha già visto morire i suoi primi tre figli in tenera età e l'ultimo figlio della coppia, Eugène di tre anni più giovane di Marie, ha una salute cagionevole. Marie invece è in ottima forma fisica e fin da piccola accompagna il padre in lunghe passeggiate in montagna e con il passare degli anni sperimenta numerose attività fisiche come il ciclismo, l'alpinismo, la scherma ecc. La salute della madre è cagionevole e nel 1880 i Marvingt tornano a Metz per poter approfittare dell'aiuto della famiglia materna. Nel 1889 Marie ha 14 anni e perde sue madre. Il padre decide allora di portare la famiglia a Nancy dove la ragazza, nonostante il carico della gestione familiare, sperimenta nuove attività fisiche come il salto con gli sci, la canoa, ma anche attività artistiche come la danza e la pittura oltre che culturali, impara l'inglese e s'interessa di esperanto. Nel 1897 muore l'ultimo dei suoi fratelli, Eugène e Marie si lancia ancora di più nell'attività sportiva e nello studio. Studia la medicina e si diploma come infermiera.
Nel 1899 all'età di 24 anni, è una delle prime donne francesi a prendere la patente e partecipa a numerose gare automobilistiche. La prima francese a ottenere la patente fu Anne de Rochechouart de Mortemart nel maggio 1898. Il 29 luglio 1906 partecipa alla traversta di Parigi a nuoto (circa 12 km), sport che pratica fin dalla sua più tenera età, arrivando quindicesima nella classifica mista ma terza donna dopo la svizzera Marthe Robert e la sorella di quest'ultima Cécile.
Con l'inizio del 1900 inizia ad appassionarsi al volo, le sue prime esperienze sono con il pallone aerostatico ma rapidamente sperimenta anche gli altri mezzi volanti e diventa la prima donna a ottenere 4 brevetti di volo: 1909 il pallone, l'aereo e l'idrovolante nel 1910, e infine l'elicottero nel 1961. Il 26 ottobre 1909 è la prima donna a sorvolare la La Manica in pallone. Il 4 settembre 1910 di quell'anno diventa anche la prima donna a pilotare da sola un monoplano, dell'Antoinette e l'8 novembre ottiene il suo brevetto da pilota (n° 281) diventando così la terza donna la mondo a ottenerlo, dopo Raymonde de Laroche (n° 36) e Marthe Niel (n° 226), ma la prima a saper pilotare un monoplano. Meno di tre settimane dopo, il 27 novembre ottiene il primo record di durata di volo femminile con 53 minuti vincendo la Coupe Femina, una competizione francese esclusivamente femminile. Nel giugno 1912 presenta il suo prototipo di aereo-ambulanza, frutto della sua esperienza come aviatrice e dei suoi studi medici, all'aeronautica militare e al ministro della guerra, che approvano il progetto senza tuttavia fornire i fondi. Cercherà di raccogliere i fondi lei stessa senza riuscire a realizzare il suo progetto prima dello scoppio della Prima guerra mondiale.
Nel 1908 partecipa a varie gare ciclistiche vincendole. Sentendosi pronta s'iscrive al Tour de France, ma la sua candidatura viene rifiutata perché la gara è esclusivamente maschile. Marie decide di seguire lo stesso percorso dei 114 corridori uomini regolarmente iscritti per dimostrare che una donna può partecipare. Solo 36 corridori riusciranno a coprire tutto il Tour oltre a lei che diventerà la prima donna ad aver effettuato un Tour de France. La passione per la bicicletta non l'abbandonerà mai. A 74 anni celebrò il suo compleanno pedalando per 103 km e al suo 85º compleanno decise di fare Nancy-Parigi in bici. 
Il 15 marzo 1910 l'Académie des sports la insigna della medaglia d'oro per i numerosi successi sportivi raggiunti, diventando così la prima donna ad ottenere tale riconoscimento.
Una delle altre sue passioni è l'alpinismo dove ottiene alcuni primati. Nel 1903 è la prima donna a scalare il Dente del Gigante, scalò anche il Aiguilles de Chamonix, la Catena delle Aiguilles Rouges e il Monte Rosa. L'atra sua grande impresa fu quella di essere stata la prima donna a fare la traversata Charmoz-Grépon in un giorno il 22 agosto 1905.
Allo scoppio della guerra Marvingt chiede insistentemente di essere arruolata nell'aviazione portando come esempio le aviatrice russe. Malgrado i suoi contatti militari la risposta tarda a venire, decide dunque di partecipare al bombardamento della base militare 128 Metz-Frescaty. L'azione non passa sotto silenzio e le viene espressamente vietato di volare su aerei militari. I due anni successivi decide come ripiego di mettere a profitto le sue conoscenze medico-infermieristico sul campo di battaglia. Bisognosa d'azione, coglie l'occasione di utilizzare i documenti e la divisa di un soldato deceduto e per 47 giorni combatte nelle trincee fino a quando non viene riconosciuta come donna. Nel 1907 aveva ottenuto un premio d'onore per aver tirato in un concorso internazionale con un fucile da guerra e lo stesso premio per aver partecipato al Concorso Flobert. Nel 1908 il Ministero della guerra le conferì la palma come primo tiratore.
Nel maggio 1929 collabora all'organizzazione del primo Congresso internazionale dell'aviazione sanitaria che ha luogo a Parigi. Con Robert Charlet fonda l'associazione Gli amici dell'aviazione sanitaria. Nel 1932 nasce il corpo delle infermiere dell'aria il suo obiettivo è quello di formare personale specializzato. Nel 1935 Marvingt è la prima diplomata e diventa lei stessa formatrice. Nel 1934 l'esercito francese le aveva chiesto di realizzare un programma civile di ambulanze aeree per il Marocco, il che le vale la medaglia della pace marocchina.

## Premi e riconoscimenti
- 1910 - Medaglia d'oro dell'Académie des sports
- 1954 - Il 29 marzo riceve il premio Deutsch de la Meurthe per il suo ruolo pionieristico nell'aviazione sanitaria.[17]
- 1987 - la International Women's Sports Hall of Fame la inscrive nella lista delle donne più rappresentative nella sezione aviazione.[18]
- 2003 - L'Aerospace Medical Association (AsMA) americana crea il Marie Marvingt Award [19]
- 2004 - La posta francese realizza un francobollo con la sua effigie.